# Junos
Junos je operační systém používaný ve směrovačích firmy Juniper. Je založen na FreeBSD. Jeho největším konkurentem je IOS od firmy Cisco.